# Ibiquera
Ibiquera is een gemeente in de Braziliaanse deelstaat Bahia. De gemeente telt 5.300 inwoners (schatting 2009).